# Our Army at War
Nuestro Ejército en la Guerra, (en inglés, Our Army at War) fue una serie mensual de historietas de guerra publicadas por la editorial DC Comics que se caracterizó principalmente en una serie de historias sobre la Guerra, contó con las primeras apariciones del Sgto. Rock y As Enemigo. La serie comenzó en agosto de 1952 y fue cancelada en febrero de 1977.

## Historia sobre la publicación
Nuestro Ejército en la Guerra fue puesto en libertad para ser publicado en agosto de 1952 como parte de una ola de cómics de guerra. Las historias fueron a menudo fueron etiquetadas como "Batallas Explosivas en Acción", y seguían esta trama. Uno de los personajes principales fue el legendario Sgto. Rock, quien apareció en el #81 (abril de 1959) El Sgto. Rock apareció junto a su equipo, la Compañía Easy. El personaje obtuvo su nombre definitivo en la edición #83. El escritor Robert Kanigher y el artista Joe Kubert introdujeron también a Enemy Ace en el #151 (febrero de 1965). El artista Neal Adams hizo su debut en DC Comics con la historia "Es mi turno para morir", escrita por Howard Liss, en la edición #182 ( julio 1967). El escritor y dibujante Sam Glanzman comenzó su serie de historias de guerra biográficas sobre su servicio a bordo del USS Stevens en la edición #218 (abril de 1970). La serie sería posteriormente retitulada como Sgto. Rock con la edición #302 (marzo de 1977).

## Ediciones recopilatorias
- Archivos Sgto. Rock
  - Volumen 1 recopila Our Army at War #81-96, 240 páginas, mayo de 2002, ISBN 978-1-56389-841-9
  - Volumen 2 recopila Our Army at War #97-110, 216 páginas, diciembre de 2003, ISBN 978-1-4012-0146-3
  - Volumen 3 recopila Our Army at War #111-125, 224 páginas, agosto de 2005, ISBN 978-1-4012-0410-5
  - Volumen 4 recopila Our Army at War #126-137 & Showcase #45, 248 páginas, octubre de 2012, ISBN 978-1-4012-3726-4
- Showcase Presents: Our Army at War recopila Our Army at War #1-20, 512 páginas, diciembre de 2010, ISBN 1-4012-2942-5
- Showcase Presents: Sgt. Rock
  - Volumen 1 recopila Our Army at War #81-117, 544 páginas, noviembre de 2007, ISBN 978-1-4012-1713-6
  - Volumen 2 recopila Our Army at War #118-148, 544 páginas, noviembre de 2008, ISBN 1-4012-1984-5
  - Volumen 3 recopila Our Army at War #149-180, 512 páginas, agosto de 2010, ISBN 1-4012-2771-6
  - Volumne 4 recopila Our Army at War #181-216, 520 páginas, febrero de 2013, ISBN 1-4012-3811-4
- Universo DC Ilustrado por Neal Adams Vol. 1 Incluye Our Army at War #182: "Es mi turno para morir" y Our Army at War #183: "Invisible Sniper" realizado tanto por Howard Liss como por Neal Adams; Our Army at War #186: "Mi vida por una medalla" por Hank Chapman y Adams; y Our Army at War #240: "Otro Tiempo Otro Lugar" por Bob Haney y Adams, 192 páginas, enero de 2009, ISBN 1-4012-1917-9